# Carina Baltrip-Reyes
Carina Alicia Reyes Baltrip (nacida el 1 de julio de 1998), conocida como Carina Baltrip-Reyes, es una futbolista que juega como defensa o mediocampista. Actualmente juega en la Società Sportiva Lazio en la Serie A de Italia.

## Trayectoria

### Primeros años de vida
Baltrip-Reyes nació en Austin, Texas y se crio en Pflugerville, Texas, de padre panameño y madre afroamericana.

### Bachillerato y Carrera Universitaria
Baltrip-Reyes ha asistido a la Escuela Secundaria Hendrickson en Pflugerville, Texas, la Universidad Internacional de Florida en Miami, Florida y la Universidad de Florida en Gainesville, Florida.

### Carrera profesional

#### Spartak Subotica
Baltrip-Reyes ha jugado en el Spartak Subotica de Serbia.

#### CS Maritimo
El 9 de enero de 2023 fue anunciada como nueva jugadora del CS Maritimo. El 6 de septiembre de 2023 se despidió del club.

#### SS Lazio
El 11 de septiembre de 2023 fue anunciada como nueva jugadora de la Società Sportiva Lazio.

## Selección nacional
Baltrip-Reyes hizo su debut absoluto con Panamá el 21 de octubre de 2021 en un amistoso fuera de casa contra Trinidad y Tobago. Disputó con la selección el Campeonato de la Concacaf de 2022 y la Copa Mundial Femenina de Fútbol de 2023.

### Goles internacionales
| Goles internacionales | Goles internacionales | Goles internacionales                        | Goles internacionales | Goles internacionales | Goles internacionales | Goles internacionales |
| Núm.                  | Fecha                 | Lugar                                        | Rival                 | Gol                   | Resultado             | Competición           |
| --------------------- | --------------------- | -------------------------------------------- | --------------------- | --------------------- | --------------------- | --------------------- |
| 1                     | 25 de octubre de 2021 | Estadio Ato Boldon, Couva, Trinidad y Tobago | Trinidad y Tobago     | 1–1                   | 1-1                   | Amistoso              |

## Clubes
| Club                 | País           | Año         |
| -------------------- | -------------- | ----------- |
| FIU Panthers         | Estados Unidos | 2016 - 2017 |
| Florida Gators       | Estados Unidos | 2018 - 2021 |
| ZFK Spartak Subotica | Serbia         | 2021 - 2022 |
| CS Maritimo          | Portugal       | 2023        |
| SS Lazio             | Italia         | 2023 - act. |

## Palmarés

### Títulos nacionales
| Título           | Club                   | País   | Año     |
| ---------------- | ---------------------- | ------ | ------- |
| Prva Ženska Liga | ZFK Spartak Subotica   | Serbia | 2021-22 |
| Serie B          | Società Sportiva Lazio | Italia | 2023-24 |